# Комитет по Сталинским премиям в области литературы и искусства
Комитет по Сталинским премиям в области литературы и искусства при Совете народных комиссаров СССР — общественно-государственная организация, созданная по постановлению Совета народных комиссаров СССР для предварительного рассмотрения выдающихся работ в области литературы и искусства и представления наиболее выдающихся их авторов к Сталинским премиям. Работал в 1940—1954 годах. Комитет ликвидирован по постановлению ЦК КПСС и Совета Министров СССР от 15 августа 1956 года.

## Порядок работы
Комитет рассматривал выдающиеся произведения в областях:
1. литературы,
2. музыки,
3. живописи,
4. скульптуры,
5. архитектуры,
6. театрального искусства,
7. кинематографии.

Порядок присуждения Сталинских премий был определен постановлением СНК СССР «О порядке присуждения премий имени Сталина за выдающиеся работы в области науки, военных знаний, изобретательства, литературы и искусства», утверждённом на заседании Политбюро ЦК ВКП(б) 23 марта 1940 года. Согласно ему работы по указанным выше областям представлялись в комитет ежегодно не позднее 15 октября. Комитет, рассмотрев представленные работы, выходил с представлением о присуждении премий в СНК СССР не позднее 1 декабря. На соискание должны были представляться только работы, законченные в год присуждения премий, либо после 15 октября предыдущего года.
Литературные, музыкальные произведения и проекты архитектурных сооружений представлялись в Комитет в одном экземпляре, а остальные произведения искусства — в оригинале. Оценка работ в области театрального искусства и кинематографии производилась как на основе представленных материалов (пьес, сценариев и т. д.), так и на основании показов кинофильмов и театральных постановок.
Первое присуждение премий в области литературы и искусства состоялось в 1941 году.

## Состав комитета
Первый состав комитета, утверждённый в 1940 году, состоял из председателя, 3 заместителей и 36 членов.
Председатель — народный артист СССР В. И. Немирович-Данченко.
Заместители председателя: Р. М. Глиэр, М. А. Шолохов, А. П. Довженко.
Члены комитета: Н. Н. Асеев, Г. Ф. Александров, А. В. Александров, К. Ж. Байсеитова, И. Г. Большаков, В. А. Веснин, И. Э. Грабарь, А. Б. Гольденвейзер, А. М. Герасимов, А. С. Гурвич, У. А. Г. Гаджибеков, А. К. Гулакян, И. О. Дунаевский, Я. Купала, Е. М. Кузнецов, А. Е. Корнейчук, И. К. Луппол, В. И. Мухина, С. Д. Меркуров, А. М. Малдыбаев, А. Г. Мордвинов, И. М. Москвин, С. М. Михоэлс, Н. Я. Мясковский, Х. Насырова, С. А. Самосуд, Р. Н. Симонов, И. Я. Судаков, А. Н. Толстой, А. А. Фадеев, М. Б. Храпченко, А. А. Хорава, М. Э. Чиаурели, Н. К. Черкасов, Ю. А. Шапорин, Ф. М. Эрмлер.